# Verbandsgemeinde Kirchberg (Hunsrück)
Die Verbandsgemeinde Kirchberg (Hunsrück) ist eine Gebietskörperschaft im Rhein-Hunsrück-Kreis in Rheinland-Pfalz. Der Verbandsgemeinde gehören die Stadt Kirchberg (Hunsrück) sowie 39 weitere Ortsgemeinden an, der Verwaltungssitz ist in der namensgebenden Stadt Kirchberg (Hunsrück). Die Verbandsgemeinde entstand im Jahre 1970 im Rahmen einer Verwaltungs- und Gebietsreform.

## Geographie
Der mittels verschiedener Methoden des Landesamtes für Vermessung und Geobasisinformation Rheinland-Pfalz bestimmte geographische Mittelpunkt von Rheinland-Pfalz liegt bei Bärenbach (Hunsrück) im Gebiet der Verbandsgemeinde.

### Verbandsangehörige Gemeinden
| Ortsgemeinde, Stadt                   | Fläche (km²) | Einwohner |
| ------------------------------------- | ------------ | --------- |
| Bärenbach                             | 4,83         | 452       |
| Belg                                  | 4,79         | 116       |
| Büchenbeuren                          | 6,00         | 1.824     |
| Dickenschied                          | 5,86         | 699       |
| Dill                                  | 5,55         | 207       |
| Dillendorf                            | 6,50         | 556       |
| Gehlweiler                            | 4,50         | 212       |
| Gemünden                              | 10,67        | 1.298     |
| Hahn                                  | 5,29         | 151       |
| Hecken                                | 3,89         | 109       |
| Heinzenbach                           | 3,42         | 436       |
| Henau                                 | 6,70         | 155       |
| Hirschfeld                            | 5,09         | 284       |
| Kappel                                | 12,41        | 432       |
| Kirchberg (Hunsrück), Stadt           | 18,05        | 4.177     |
| Kludenbach                            | 2,88         | 118       |
| Laufersweiler                         | 6,79         | 801       |
| Lautzenhausen                         | 4,95         | 858       |
| Lindenschied                          | 3,17         | 180       |
| Maitzborn                             | 3,15         | 110       |
| Metzenhausen                          | 3,10         | 95        |
| Nieder Kostenz                        | 4,12         | 203       |
| Niedersohren                          | 3,90         | 433       |
| Niederweiler                          | 4,81         | 403       |
| Ober Kostenz                          | 5,84         | 253       |
| Raversbeuren                          | 5,14         | 132       |
| Reckershausen                         | 8,18         | 357       |
| Rödelhausen                           | 2,56         | 124       |
| Rödern                                | 2,72         | 187       |
| Rohrbach                              | 3,77         | 167       |
| Schlierschied                         | 8,60         | 170       |
| Schwarzen                             | 3,88         | 141       |
| Sohren                                | 9,42         | 3.382     |
| Sohrschied                            | 4,46         | 108       |
| Todenroth                             | 1,56         | 84        |
| Unzenberg                             | 5,50         | 426       |
| Wahlenau                              | 4,46         | 206       |
| Womrath                               | 8,39         | 184       |
| Woppenroth                            | 8,67         | 218       |
| Würrich                               | 4,33         | 164       |
| Verbandsgemeinde Kirchberg (Hunsrück) | 227.88       | 20.612    |

(Einwohner am 31. Dezember 2023)

## Bevölkerungsentwicklung
Die Entwicklung der Einwohnerzahl bezogen auf das heutige Gebiet der Verbandsgemeinde Kirchberg (Hunsrück); die Werte von 1871 bis 1987 beruhen auf Volkszählungen:
| Jahr | Einwohner |
| 1815 | 12.100    |
| 1835 | 14.500    |
| 1871 | 13.419    |
| 1905 | 12.985    |
| 1939 | 14.599    |
| 1950 | 15.022    |

| Jahr | Einwohner |
| 1961 | 15.842    |
| 1970 | 16.099    |
| 1987 | 15.587    |
| 1997 | 20.700    |
| 2005 | 20.622    |
| 2023 | 20.612    |

## Politik

### Verbandsgemeinderat
Der Verbandsgemeinderat Kirchberg (Hunsrück) besteht aus 36 ehrenamtlichen Ratsmitgliedern, die bei der Kommunalwahl am 9. Juni 2024 in einer personalisierten Verhältniswahl gewählt wurden, und dem hauptamtlichen Bürgermeister als Vorsitzendem. In den beiden Wahlperioden von 2014 bis 2024 gehörten dem Verbandsgemeinderat nur 32 Ratsmitglieder an, da die Einwohnerzahl der Gebietskörperschaft vorübergehend unter den im rheinland-pfälzischem Wahlrecht festgelegten Grenzwert gefallen war.
Die Sitzverteilung im Verbandsgemeinderat:
| Wahl | SPD | CDU | GRÜNE | FDP | FW | FWG | Gesamt   |
| ---- | --- | --- | ----- | --- | -- | --- | -------- |
| 2024 | 6   | 10  | 2     | 4   | 6  | 8   | 36 Sitze |
| 2019 | 7   | 10  | 2     | 5   | –  | 8   | 32 Sitze |
| 2014 | 9   | 12  | 2     | 3   | –  | 6   | 32 Sitze |
| 2009 | 11  | 12  | 2     | 6   | –  | 5   | 36 Sitze |
| 2004 | 10  | 14  | 1     | 5   | –  | 6   | 36 Sitze |

- FWG = Freie Wählergruppe Verbandsgemeinde Kirchberg e. V.

### Bürgermeister
Peter Müller (parteilos) wurde am 1. März 2023 hauptamtlicher Bürgermeister der Verbandsgemeinde Kirchberg. Da bei der Direktwahl am 25. September 2022 keiner der sieben Bewerber um die Nachfolge des bisherigen Bürgermeisters eine ausreichende Mehrheit erreichte, kam es am 9. Oktober 2022 zu einer Stichwahl, bei der sich Peter Müller (als unabhängiger Kandidat, unterstützt von der SPD) mit einem Stimmenanteil von 67,5 gegen Kerstin Rudat (CDU) durchsetzen konnte.
Müllers Vorgänger Harald Rosenbaum (CDU) hatte das Amt 16 Jahre ausgeübt. Bei der Direktwahl am 28. September 2014 war er mit einem Stimmenanteil von 82,47 % in seinem Amt bestätigt worden. Bei der Direktwahl 2022 trat Harald Rosenbaum nicht erneut an, mit Wirkung zum 1. März 2023 trat er seinen Ruhestand an.

### Wappen
| Wappen von Verbandsgemeinde Kirchberg | Blasonierung: „Unter schwarzem Schildhaupt, darin eine goldene, mit blauen und roten Steinen belegte Krone, Schild gespalten, vorne silber-rotes Schach, hinten gold-blaues Schach; belegt in der Mitte mit schwarzem Würfel, darin eine silberne Gewandschließe (Schnalle). Das Schildbord ist von Gold und Blau geviert.“ |
| Wappen von Verbandsgemeinde Kirchberg | Wappenbegründung: Das Wappen ist nach den ehemaligen Amtswappen Kirchberg, Gemünden und Büchenbeuren gestaltet. |

## Wirtschaft und Infrastruktur
Das wichtigste Wirtschaftsunternehmen ist der Flughafen Frankfurt-Hahn. Kleine und mittlere Industriebetriebe gibt es in den Industrie- und Gewerbegebieten am Hahn, in Sohren und in Kirchberg sowie Handwerksbetriebe in allen Branchen, insbesondere im Bau- und Bauausbaugewerbe.
Die Verbandsgemeinde wird verkehrsmäßig erschlossen von den Bundesstraßen B 50, B 327 (Hunsrückhöhenstraße) und der B 421. Zwischen den Gemeinden Hahn und Lautzenhausen liegt der Flughafen Frankfurt-Hahn. Durch die Verbandsgemeinde verläuft die mittlerweile stillgelegte Hunsrückquerbahn Langenlonsheim–Hermeskeil.